# Терни
Те́рни (итал. Terni) — итальянский город, столица одноимённой провинции в Умбрии. Расположен на реке Нера, в ста километрах к северо-востоку от Рима.

## История
Археологические находки свидетельствуют, что эта местность была заселена уже в бронзовом веке (XX в. до н. э.). Город основали умбры в VII в. до н. э. В III в. до н. э. город был покорён римлянами и вскоре стал важным муниципием на Фламиниевой дороге. В конце I в. до н. э. — первой половине I в. н. э. в городе (который римляне называли Интерамна) были построены храмы, термы, театр и амфитеатр. В Интерамне родился император Марк Клавдий Тацит. В III веке епископом города был христианский святой Валентин Интерамнский, ныне покровитель города.
После завоевания Италии лангобардами город потерял значение и вошёл в состав Сполетского герцогства. В 1100 году город стал свободной коммуной, начался новый период его расцвета. В 1174 году Терни был разграблен легатом Фридриха Барбароссы архиепископом Кристианом Майнцким.
Как многие итальянские коммуны Позднего Средневековья, город был вовлечён в борьбу между гвельфами и гибеллинами. Затем вошёл в состав Папской области. В XVI веке началось промышленное развитие города, связанное с добычей железа. 
В конце XIX века, уже в составе Королевства Италии, Терни переживает промышленный расцвет. В 1927 город стал столицей провинции. Наличие крупных промышленных предприятий сделало город мишенью массированных союзнических бомбардировок в ходе Второй мировой войны, в результате которых было разрушено 80 % застройки. Однако после войны Терни возобновил промышленное развитие и по сей день остаётся крупным индустриальным центром страны.

## Основные достопримечательности
- Римский амфитеатр (Anfiteatro Fausto), 32 г. до н. э.
- Кафедральный собор (Cattedrale di Santa Maria Assunta), построен XVII в. на месте собора VI в.
- Церковь святого Франциска (San Francesco), XIII в.
- Церковь святого Спасителя (San Salvatore), XI в.
- Базилика святого Валентина (San Valentino), построена в XVII веке на месте раннесредневекового храма
- Дворец Спада (Palazzo Spada), XV в., ныне городская ратуша
- Археологический музей

В 7,7 км от города находится водопад Марморе (Cascata delle Marmore) — рукотворный водопад древнеримского периода. Высота — 165 метров.

## Культура
Покровителем города считается Валентин Интерамнский, чьи мощи хранятся в базилике, носящей его имя. День города отмечается 14 февраля. До 1600 года он был сопокровителем города вместе со свв. Анастасием и Прокулом.